# Вітаутас Бредіс
Вітаутас Бредіс (27 серпня 1940 — 22 вересня 2019) — радянський академічний веслувальник.
Бронзовий призер Олімпійських Ігор 1968 року в складі вісімки, учасник 1964 року.
Срібний призер Чемпіонату світу 1962 року в складі вісімки.
Срібний призер Чемпіонату Європи 1963, 1964 років у складі вісімки.